# Талинопсис
Талинопсис (лат. Talinopsis) — монотипный род суккулентных растений семейства Анакампсеровые (Anacampserotaceae). На 2023 год, включает один вид — Talinopsis frutescens, произрастающий на территории Мексики и США (Нью-Мексико, Техас).

## Название
Родовое латинское название Talinopsis происходит от названия рода Talinum — Талинум и др.-греч. ὄψις, (-ópsis) — «похожий»; «похожий на талинум». 
Русскоязычное название является транслитерацией латинского.

## Ботаническое описание
Talinopsis frutescens — кустарник с клубневидными корнями. Стебли ветвистые, голые, за исключением узлов; молодые ветви тонкие, узлы расширенные и покрытые ворсом. Листья расположены противоположно, иногда в пазушных пучках, сидячие; форма листов полукруглая, мясистая, с гладкими краями. 
Соцветия боковые, кистевидные, содержащие небольшое количество цветков, с угловатыми осями; цветонос короткий. Цветки без ножки; чашелистики прочные и видные; лепестки в количестве 5; тычинок около 20-25, пыльники продолговатые с двумя полостями; завязь верхняя, гинецей 3-плодовидный, плацентация свободно-центральная, столбик один, рыльца расширенные. 
Плоды коробчатые. Семена многочисленные, от крючковидных до дугообразных, мелкие. 

## Таксономия
Кладистический анализ данных о последовательности ndhF хлоропластов (W.L. Applequist and R.S. Wallace 2001) показал, что Талинопсис тесно связан с представителями Анакампсерос и Грахамия.
Talinopsis A.Gray, первое упоминание в Smithsonian Contr. Knowl. 3(5): 14 (1852).

### Виды
По данным сайта Plants of the World Online на 2023 год, род включает один подтвержденный вид:
- Talinopsis frutescens A.Gray

### Синонимы (вида)
Гомотипные (основанные на одном и том же номенклатурном типе):
- Grahamia frutescens (A.Gray) G.D.Rowley (1994)